# 1972년 하계 올림픽 핸드볼
제20회 하계 올림픽 핸드볼 경기는 1972년 8월 30일 - 9월 10일까지 서독 뮌헨에서 열렸다.

## 참조
- International Olympic Committee results database